# Río Huatziroqui
Der Río Huatziroqui ist ein etwa 68 km langer rechter Nebenfluss des Río Perené in der Provinz Chanchamayo der Region Junín in Zentral-Peru.

## Flusslauf
Der Río Huatziroqui entspringt in der peruanischen Zentralkordillere  auf einer Höhe von etwa 3850 m. Im Quellgebiet treffen sich die Distrikte Perené, Chanchamayo und Vitoc. Der Río Huatziroqui fließt in überwiegend nordnordwestlicher Richtung durch das Hügelland an der Ostflanke der peruanischen Zentralkordillere. Bis Flusskilometer 36 verläuft der Río Huatziroqui innerhalb des Waldschutzgebietes Pui Pui. Auf den letzten 9 Kilometern biegt der Fluss scharf in Richtung Ostnordost ab und mündet schließlich bei der Kleinstadt Perené in den Río Perené. Die Mündung liegt wenige Meter oberhalb der Mündung des Río Anashirona.

## Einzugsgebiet
Der Río Huatziroqui entwässert ein Areal von etwa 360 km². Das Einzugsgebiet des Río Huatziroqui grenzt im nördlichen Osten an das des Río Ananshirona, im Südosten an das des Río Pichanaqui, im Südwesten an das des Río Tulumayo sowie im nördlichen Westen an das des Río Chanchamayo.